# 弗雷利
弗雷利（法語：Vrély，法語發音：[vʁeli]）是法国上法兰西大区索姆省的一个市镇，属于蒙迪迪耶区。

## 地理
弗雷利（49°47'53"N, 2°41'35"E）面积5.66 平方千米，位于法国上法蘭西大區索姆省，该省份为法国北部沿海省份，北起加来海峡省和北部省，西接滨海塞纳省和大西洋英吉利海峡，南至瓦兹省，东临埃纳省。
与弗雷利接壤的市镇（或旧市镇、城区）包括：桑泰尔地区博福尔、凯村、梅阿里库尔、桑泰尔地区罗西耶尔、瓦尔维莱尔。
弗雷利的时区为UTC+01:00、UTC+02:00（夏令时）。

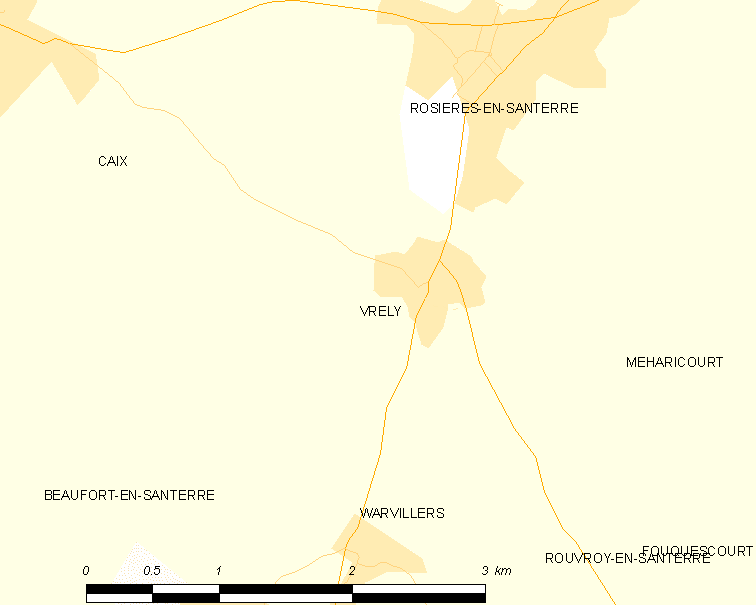
弗雷利的OSM定位图

## 行政
弗雷利的邮政编码为80170，INSEE市镇编码为80814。

## 政治
弗雷利所属的省级选区为莫勒伊县。

## 人口

1962-2008年间弗雷利人口变化图示

弗雷利于2022年1月1日时的人口数量为457人。